# Jodocus Schlappal

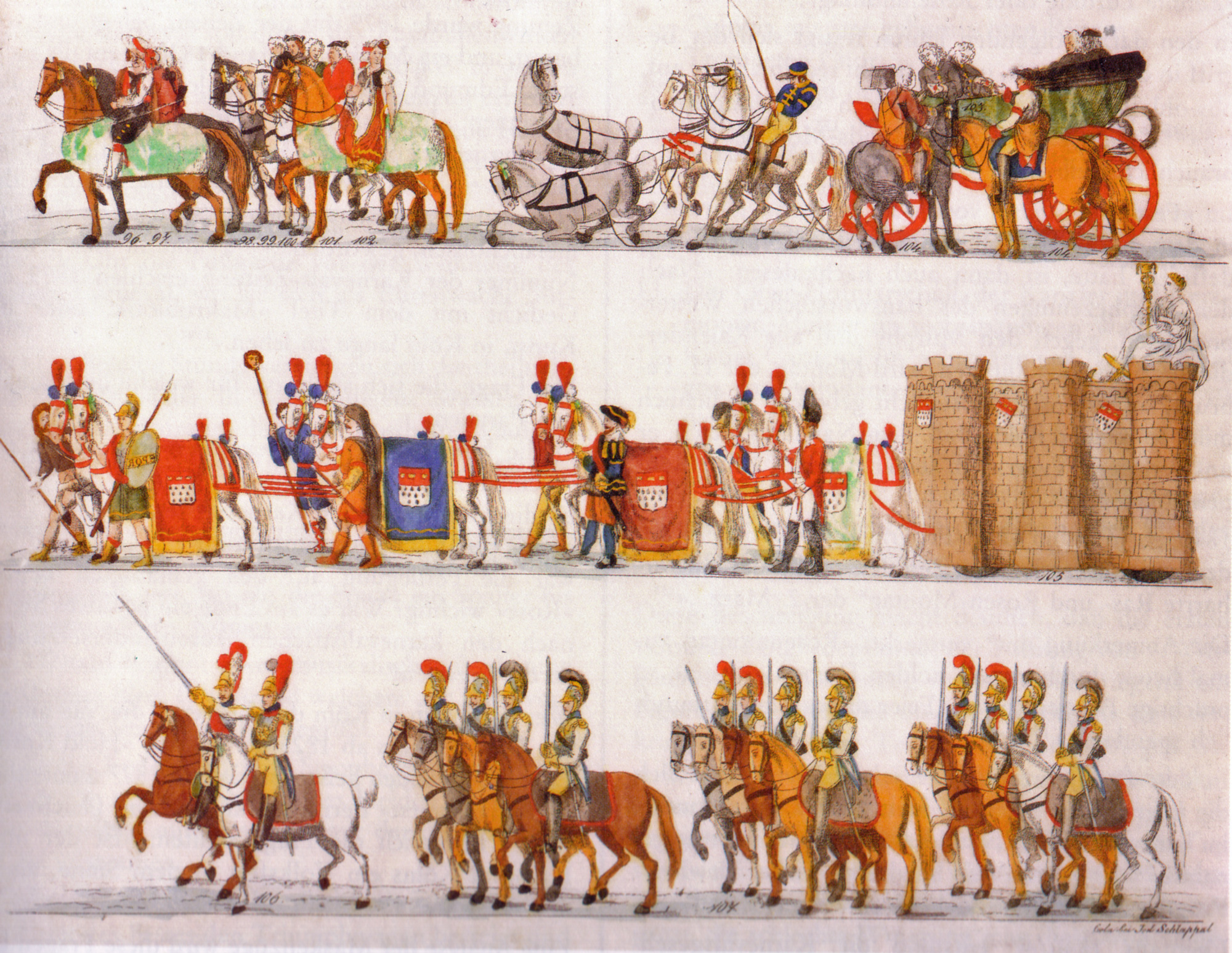
Colorierte Lithografie aus der Folge „Der Maskenumzug von 1825“

Jodocus Schlappal (* 1793; † 2. Oktober 1837 in Köln) war ein deutscher Zeichner, Lithograf und Verleger.

## Leben
Er illustrierte Fachbücher und Chroniken, und er veröffentlichte als Inhaber der „Lithographischen Anstalt Jodocus Schlappal in Cöln am Rhein“ lithografierte Blätter zu zeitgenössischen Themen oder Abbildungen von Kunstwerken. Wie bei der 1822 herausgegebenen Serie „Denkmäler der auf dem zu Melaten gelegenen Katholischen Gottes-Acker Ruhenden verstorbenen Cölnern“ war er dabei zumeist selbst Illustrator seiner Publikationen.
Viele seiner erhaltenen Werke zeigen die ersten Umzüge des Kölner Karnevals und sind als solche Teil der grafischen Sammlung des Kölnischen Stadtmuseums.
Schlappal versuchte sich jedoch auch als Fälscher preußischen Papiergeldes. Für dieses Verbrechen wurde er inhaftiert und von einem Geschworenengericht zum Tode verurteilt. Von Friedrich Wilhelm III. zu lebenslanger Zwangsarbeit begnadigt, starb er 1837 im Kerker über dem Kölner Hahnentor.